# Sistema de Havers
Sistema de Havers es la unidad anatómica y funcional del tejido óseo. Está constituido por un canal de Havers, alrededor del cual se agrupan laminillas con lagunas que contienen células óseas, ya sean osteocitos u osteoblastos. Este sistema es característico del hueso compacto. El epónimo proviene del anatomista Clopton Havers.
Constituye  el exterior de la masa sólida (un hueso compacto) de los huesos ya maduros. Estas unidades estructurales también se denominan osteonas. Las osteonas mejor configuradas son las que se encuentran en la diáfisis de los huesos largos, donde forman cilindros que recorren la longitud de la misma (de arriba abajo). Cada osteona consta de 4 a 20 laminillas concéntricas dispuestas alrededor de un grupo de vasos sanguíneos, albergados en el interior de un canal central llamado Conducto de Havers, con su eje longitudinal paralelo al eje longitudinal del hueso. En el interior de este conducto existen además terminaciones nerviosas amielínicas. Los conductos de Havers se comunican entre sí, con el periostio y también con la cavidad medular. 
La matriz ósea calcificada está organizada en laminillas. En cada laminilla hay fibras de colágeno y osteocitos en lagunas dispuestas regularmente. Las fibras de colágeno están muy ordenadas. A pesar de que cada laminilla tiene todas sus fibras colágenas paralelas, su orientación cambia de una laminilla a la siguiente. La refringencia de las laminillas de la osteona, observada al microscopio óptico, se debe no solo a los cambios de orientación de las fibras de colágeno, sino también a que se alternan laminillas muy ricas en colágeno con otras más pobres. A su vez, las laminillas están unidas entre sí por fibras colágenas.
En el tejido óseo los nutrientes no se pueden difundir por la matriz calcificada porque esta es totalmente impermeable, así que el acceso a los nutrientes, procedentes de los vasos sanguíneos, por parte de las células tiene que tener lugar a través de unos canalículos denominados canalículos calcóforos, que parten radialmente, en todas direcciones, de las lagunas excavadas en la matriz y que permiten que los osteocitos estén en contacto unos con otros. Los osteocitos introducen por ellos sus prolongaciones citoplasmáticas que contactan con las de osteocitos vecinos. Las lagunas más próximas a los Conductos de Havers tienen canalículos a otras lagunas y al Conducto de Havers. No obstante, este sistema de nutrición no puede cubrir toda la extensión del hueso. Un osteocito no puede vivir a más de 200 μm de un vaso sanguíneo. De ahí la disposición de las laminillas alrededor de los vasos. En las lagunas más alejadas, los canalículos regresan a la misma laguna, denominándose canalículos Recurrentes.

## Conductos de Volkmann
En general, las osteonas son cilindros rectos aunque presentan algunas ramificaciones intercomunicantes con osteonas vecinas. Cada una de estas ramificaciones (túneles) se llaman Canal de Volkmann o Conducto de Volkmann, y atraviesan totalmente las osteonas poniendo en contacto los Conductos de Havers entre sí. No están rodeados por laminillas. Por ellos penetran los vasos del periostio y del canal medular conectándolos con las osteonas. Estos canales tienen un máximo diámetro de 100 um a 200 um.

## Sistema de Havers y remodelación ósea
En las osteonas jóvenes, el Canal de Havers es mucho más grande que en las osteonas maduras. Esto se debe al proceso de remodelación del hueso: los osteoclastos degradan la matriz ósea de las osteonas maduras, desapareciendo así las laminillas que luego van volviendo a ser sintetizadas constituyendo las osteonas jóvenes. Los osteocitos presentes en las laminillas destruidas no mueren sino que pasan nuevamente a osteoblastos, que sintetizan activamente los nuevos componentes de la matriz (es como si se diese un retroceso en la diferenciación).

## Literatura
- Cooper, Reginald R.; Milgram, James W.; and Robinson, Robert A. 1966 "Morphology of the Osteon: An Electron Microscopic Study," Journal of Bone and Joint Surgery, 48:1239-1271.
- Martiniaková, Monika 2006 Differences in Bone Microstructure of Mammalian Skeletons. Faculty of Natural Sciences, Constantine the Philosopher University in Nitra: Nitra, Slovakia.
- Netter, Frank H. (1987), Musculoskeletal system: anatomy, physiology, and metabolic disorders. Summit, New Jersey: Ciba-Geigy Corporation ISBN 0-914168-88-6

- Datos: Q1424568
- Multimedia: Osteons / Q1424568